# Kishiwada
Kishiwada (岸和田市, Kishiwada-shi) est une ville japonaise située dans la préfecture d'Osaka (région du Kansai).
C'est une petite ville portuaire très connue au Japon, en particulier pour son célèbre festival (ou matsuri) Danjiri qui a lieu chaque année au mois de septembre. Son château médiéval (le château de Kishiwada) est aussi l'une de ses principales attractions touristiques.

## Géographie

### Localisation

Situation dans la préfecture d'Ōsaka.

Kishiwada est située dans le sud de la préfecture d'Osaka, à environ 30 minutes au sud-ouest d'Osaka et à 20 minutes de l'aéroport international du Kansai. 

### Géologie et relief
Le mont Izumi Katsuragi occupe une partie du territoire de la ville.

### Démographie
En avril 2024, la population de la ville de Kishiwada était de 187 394 habitants répartis sur une superficie de 72,68 km2.

## Histoire
La ville a commencé de s'étendre sur les pourtours du château dès le début du XVIIe siècle, et c'est au milieu de l'époque Meiji qu'elle prospéra d'abord dans le tissage du coton. La zone portuaire fut exploitée à partir de 1966 à travers d'importants aménagements maritimes accueillant un grand parc industriel avec une activité touchant principalement l'industrie du bois et de la métallurgie.
Kishiwada a le statut de ville spéciale depuis 2002.

## Économie
Située entre mer et montagne et dans une région très irriguée, Kishiwada a toujours bénéficié de nombreuses ressources naturelles. L'agriculture régionale y produit de nombreux fruits et légumes dont les pêches, les mandarines, les aubergines et les oignons font sa réputation. Son port de pêche est le plus actif de la préfecture d'Osaka et l'océan lui apporte son plein de sardines, de crevettes-mantes ou encore de murènes japonaises. 

## Principales attractions touristiques
- Château de Kishiwada. À l’intérieur, un musée expose armures, documents et objets retraçant l’histoire locale, complété par une plateforme d’observation offrant une vue étendue sur la ville[2].
- Jardin Hachijin-no-Niwa. Conçu en 1953, il marie lignes modernes et symboles inspirés du Moyen Âge japonais[2].
- Kishiwada Danjiri Kaikan . Ce musée plonge les visiteurs dans l’univers du festival Danjiri, avec ses chars grandeur nature et ses projections immersives[2].

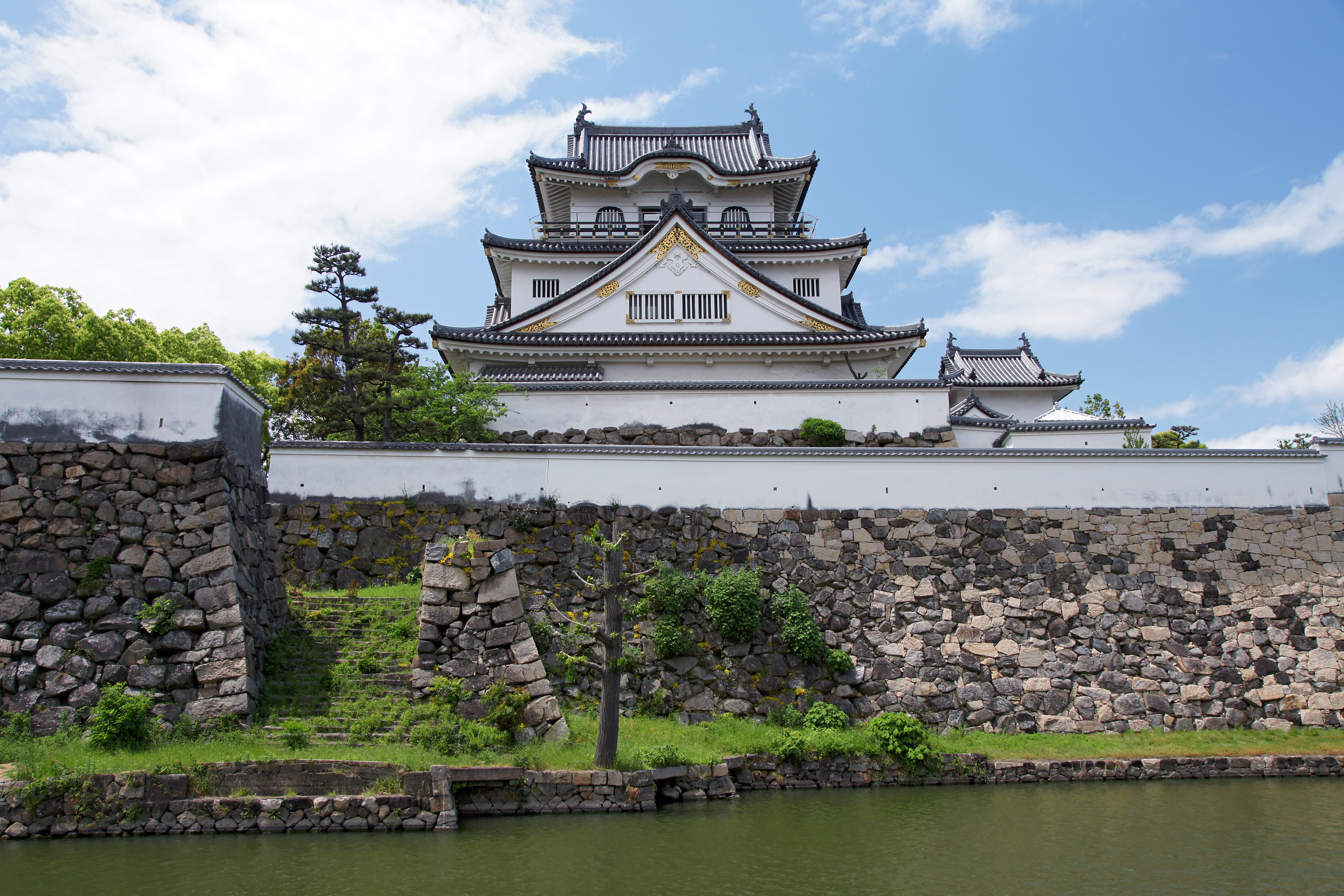
Château de Kishiwada.
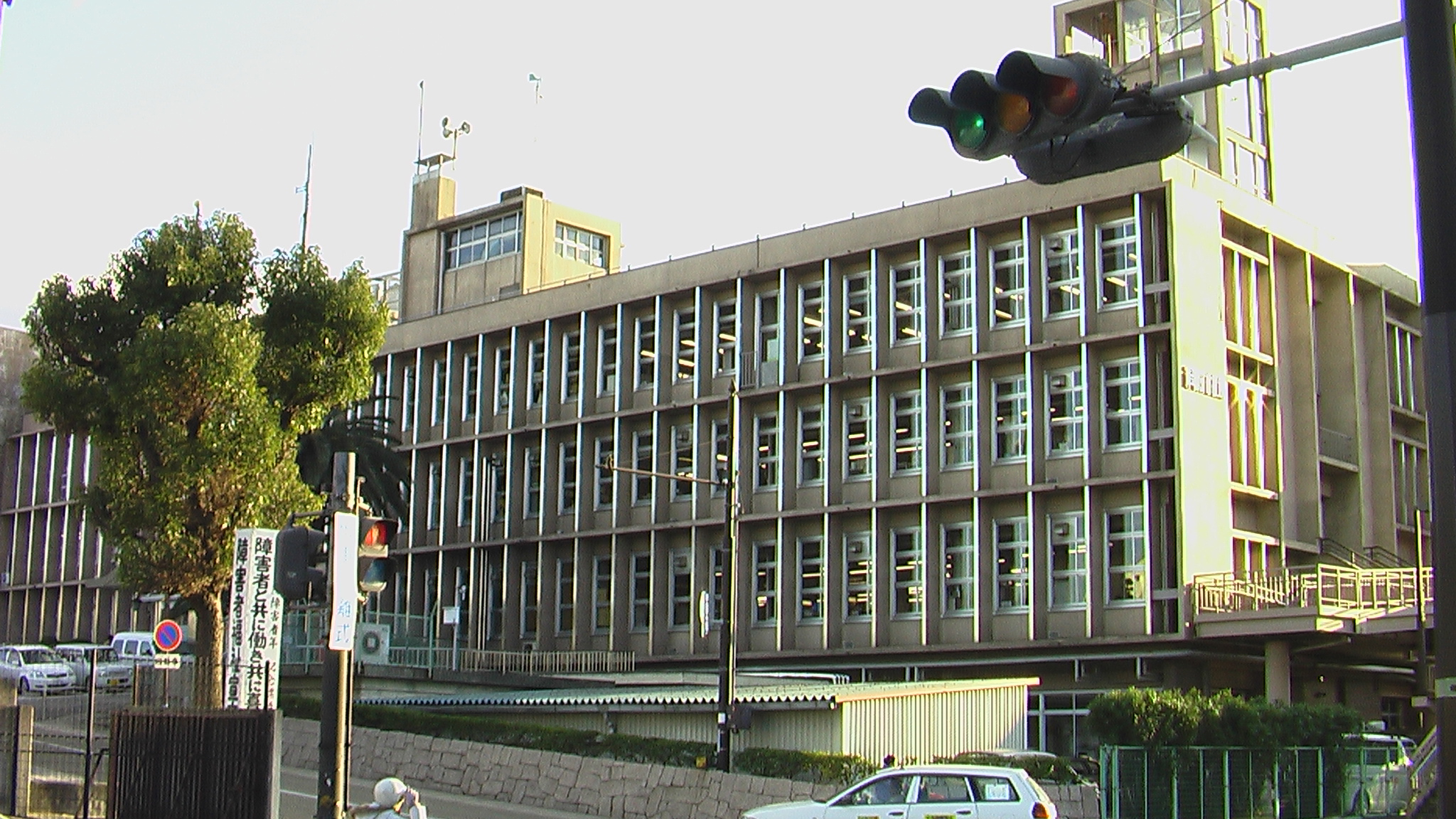
Hôtel de ville de Kishidawa.
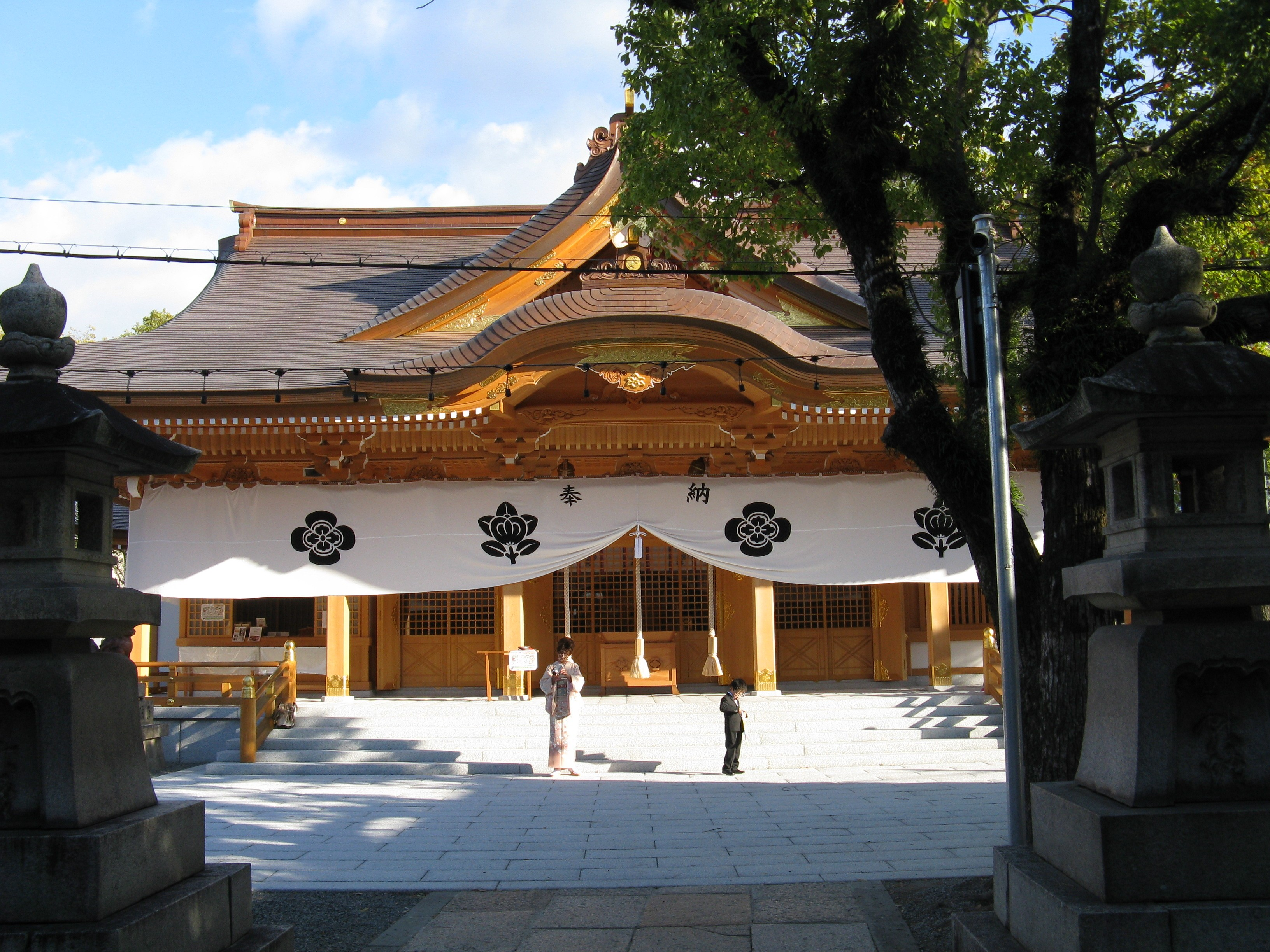
Le temple Kishiki-jinja.

## Transports
Kishiwada est desservie par la ligne Hanwa de la JR West et la ligne principale Nankai de la Nankai. Les principales gares sont celles de Kishiwada et de Higashi-Kishiwada.

## Jumelage
Kishiwada est jumelée avec :
- Shantou (Chine) depuis 1990,
- South San Francisco (États-Unis) depuis 1992,
- Yeongdeungpo-gu (Corée du Sud) depuis 2002.

## Personnalités nées à Kishiwada
- Kōsaku Hamada
- Yū Watase
- Tomohiro Nishikado
- Miki Matsubara
- Chiharu Shiota